# Хігантес де Кароліна
«Хігантес де Кароліна» — чоловіча професійна баскетбольна команда, що базується у м. Кароліна у Пуерто-Рико і грає у Вищій Лізі Пуерто-Рико з баскетболу. Вона була заснована у 1971 році, і проводить свої домашні матчі на Guillermo Angulo Coliseum.

## Історія
«Хігантес де Кароліна» брала участь у Вищій Лізі Пуерто-Рико з баскетболу з 1971 по 2009 рік. У 2009 році команда була розформована. 12 років потому, у 2021 році, команда знову почала виступати у Вищій Лізі Пуерто-Рико.
«Хігантес де Кароліна» 3 рази доходила до фіналу Вищої ліги, але всі 3 рази вона програла. У 1979 році «Хігантес де Кароліна» поступилася Піратас де Кебрадільяс, у 1997 році вона програла Атлетікос де Сан-Херман, а у 2008 році вона не змогла переграти Капітанес де Аресібо.
12 травня 2021 року «Хігантес де Кароліна» стала власником ще однієї пуерториканської баскетбольної команди — Карідурос де Фахардо.

## Найвідоміші гравці
Діанте Гаррет — американський баскетболіст, який виступає у Чемпіонаті Ізраїлю з баскетболу.